# Mortadelo y Filemón contra Jimmy el Cachondo
Mortadelo y Filemón contra Jimmy el Cachondo (conocida en México como Mortadelo y Filemón contra Jimmy el Locuaz y en Perú como Los súper agentes locos) es la tercera película protagonizada por Mortadelo y Filemón, la famosa pareja de agentes de la historieta española homónima, cuyo estreno fue el 28 de noviembre de 2014. Es ganadora de dos Goya (mejor película de animación y mejor guion adaptado), un Gaudí (mejor película de animación) y un Forqué (premio especial EGEDA al mejor largometraje documental o de animación), todos obtenidos en 2015.
Está completamente desarrollada en animación en 3D, a diferencia de sus predecesoras La gran aventura de Mortadelo y Filemón (2003) también de Javier Fesser y Mortadelo y Filemón. Misión: salvar la Tierra (2008).

## Sinopsis
Un delincuente llamado Jimmy el Cachondo (Gabriel Chamé) ha robado unos documentos de alto secreto por lo que Mortadelo (Karra Elejalde) y Filemón (Janfri Topera) deberán detenerlo.

## Argumento
Después de recibir un documento ultrasecreto y resguardarlo en su nueva caja fuerte, la agencia de espionaje de la T.I.A. queda en vergüenza frente a las demás agencias cuando Jimmy el Cachondo y sus cómplices, los siameses Mari y Trini, sustraen la caja con suma facilidad, provocando la irá del Súper, quien le ordena a su secretaria Ofelia hacer llamar a sus mejores agentes.
Mientras tanto, Filemón se encuentra en medio de un sueño en donde se proclama como el mejor agente de todos los tiempos y luego de despertar bruscamente, recibe por parte de Mortadelo que Tronchamulas (Rompemuelas en el doblaje latinoamericano), un violento criminal al que Filemón metió a la cárcel hace 15 años con pruebas falsas, ha escapado con el fin de hacerle el "aquello" (el "uyuyuy" en el doblaje latinoamericano), y que la policía tiene órdenes de no arrestarlo hasta que se encargue de él. Mortadelo le muestra el sistema de seguridad del departamento, pero Filemón lo activa sin querer cuando cree que Tronchamulas se encuentra cerca.
Ya en la T.I.A., el Súper les ordena detener a Jimmy y le muestra al dúo el nuevo invento del Profesor Bacterio, la "reversicina", un mejunje que puede revertir las personalidades, sin embargo Tronchamulas irrumpe en la oficina y se inyecta accidentalmente cuando intenta hacerle el "aquello" a Filemón, lo que provoca que cambie de actitud y se vuelva dócil y amable. El Súper queda impresionado y le ordena a Bacterio que pruebe el brebaje con los dos agentes, pero su decepción es tal al saber que, al ser medio tontos, la reversicina los dejaría medio listos, es decir, estarían igual.
Cuando descubren que Tronchamulas sabe la localización de la guarida de Jimmy, el Súper les ordena que lo lleven a la casa de seguridad de la T.I.A., pero durante el camino pierden de vista el carrito donde iba Tronchamulas, así que lo persiguen en una moto "prestada" y cuando lo alcanzan se estrellan en una lujosa casa.     
Cuando se dan cuenta de que la casa tiene las especificaciones que el Súper les dio, ellos le dicen a un trabajador que el nuevo llegó, a lo que los deja pasar. Sin embargo, la casa es en realidad parte de un reality show llamado “Gran Fulano” dirigido por una mujer narcisista y explotadora llamada Yolanda, alias "la tía", ahí Mortadelo y Filemón exponen a Tronchamulas en televisión nacional, mientras que tanto Jimmy como el Súper observan con furia, y las cosas empeoran cuando el efecto del brebaje se revierte y Tronchamulas vuelve a ser el de antes. Mientras intenta hacerle el "aquello" a Filemón, este se le resbala y se estrella contra Yolanda, y tanto ella como Tronchamulas (por segunda vez) terminan bajo los efectos de la reversicina al inyectarse accidentalmente.
De vuelta en la T.I.A., el Súper reprime al dúo de agentes por semejante descuido cuando Jimmy interrumpe la reunión y hace explotar la oficina. En consecuencia, el Súper les ordena llevar a Tronchamulas a su departamento, en donde al son de Julio Iglesias, este cesa de su deseo de vengarse de Filemón, y ambos se aprovechan de que está drogado para volverlo su criado, aunque lo tratan sin respeto. Cuando lo envían a la tienda por cervezas Tronchamulas se encuentra con Rompetechos, quien lo confunde con un niño huérfano, y este tiene la intención de llevarlo a un centro de adopción, pero cambian de rumbo cuando vuelve a ser el de antes y se dirige en un camión robado a la guarida de Jimmy, que dicho sea de paso andaba por ahí tratando de matarlo, pero fracasó y se lastimó.
Al darse cuenta de que lo perdieron de vista, los agentes salen a buscarlo y Mortadelo encuentra un garrote que Jimmy dejó, el cual tiene su dirección y número, así que llaman y los siameses los atienden, mientras que ellos estaban empacando para darse a la fuga al saber que fueron descubiertos. Pensando que tienen torturado a Tronchamulas, Mortadelo sugiere usar la teletransportación para llegar al campo, pero lo que Filemón confunde con un método para llegar más rápido es en realidad el llevarle una vieja tele a la tía de Mortadelo, y al llegar con ella hacen que su burro los patee para llegar directo a la guarida.
Por otro lado, Tronchamulas llega con Jimmy, pero este aún tiene intenciones de matarlo por colaborar con la T.I.A., aunque cambia de opinión cuando este logra abrir la caja fuerte (puesto que para abrirla solo había que quitarle un ganchito, y Jimmy había fracasado torpemente en todos sus intentos), mientras que Rompetechos empieza a tocar el armamento (al que confunde con juguetes para niños) y sin querer deja al descubierto una enorme bomba que Jimmy planeaba usar para una ocasión especial y decide ponerla en marcha. Mientras este se marcha en su helicóptero, los hermanos siameses y Tronchamulas se quedan protegiendo el lugar, sin embargo una discusión entre ellos provoca que el cigarro de Trini caiga en una caja de bombas y posteriormente el lugar explota.
Ya que Mortadelo y Filemón se encontraban por ahí, estos combaten con Tronchamulas, quien los termina arrojando con dirección a la ciudad en un avión que armaron con partes de la guardia destruida, mientras que el villano sufre una alteración cerebral y su personalidad se revuelve teniendo tanto la parte dócil como la violenta. Por otro lado la alegría de Mari y Trini de haberse separado durante la explosión dura muy poco cuando un bote de pegamento que Mortadelo traía cae sobre ellos haciendo que se vuelvan a pegar. De regreso con Jimmy este está a punto de activar la bomba, pero Rompetechos, quien se había colado a bordo de su helicóptero, empieza a presionar botones al azar haciendo que el helicóptero se desestabilice, cosa que los agentes aprovechan para quitarle la bomba, pero durante la celebración Filemón la deja caer hasta los pisos inferiores del edificio, y al explotar eleva a toda la T.I.A. hacia el espacio.
Cuando el avión chatarra aterriza en el campo Tronchamulas los rebasa para salvar a su "padre" Rompetechos, quien se había tirado al vacío desde las alturas, pero Filemón lo provoca y este se regresa a la normalidad y le aplica con éxito el "aquello", mientras que Mortadelo lo felicita. Luego de salvar a su padre adoptivo, Tronchamulas se va con él para iniciar una nueva vida. Mientras tanto, la celebración de los agentes dura poco cuando el helicóptero de Jimmy cae junto a ellos y activa un botón que lo convierte en un tanque de combate. A punto de matarlos, Filemón le advierte que todo el peso de la T.I.A. caerá sobre él, y justo en ese momento el edificio entero le cae justo encima.
Tiempo después, el Súper se encuentra en una camilla de hospital con los agentes esperando a ser recompensados por "completar" la misión, pero desatan su ira contra él cuando se enteran de que el documento que buscaban era en realidad una crema de boniatos que Ofelia le envió para sus problemas estomacales. Luego en las noticias se revela que, como venganza, Mortadelo y Filemón le hicieron tragarse la caja fuerte entera. Mientras tanto, en la Antártida los agentes se hallan escondiéndose del Súper quien les había dado caza.   
En una escena poscréditos, Mortadelo le pregunta a Filemón que sucedió con el resto de la reversicina, solo para darse cuenta de que la utilizó en Irma (la sexy secretaria del Súper a quien intentó ligarse al inicio sin éxito) para hacer que se enamore de él, sin embargo, son recibidos a gritos por la portera del edificio pues el piso estaba mojado, a lo que Mortadelo se ríe y le cae una maceta en la cabeza.

## Reparto

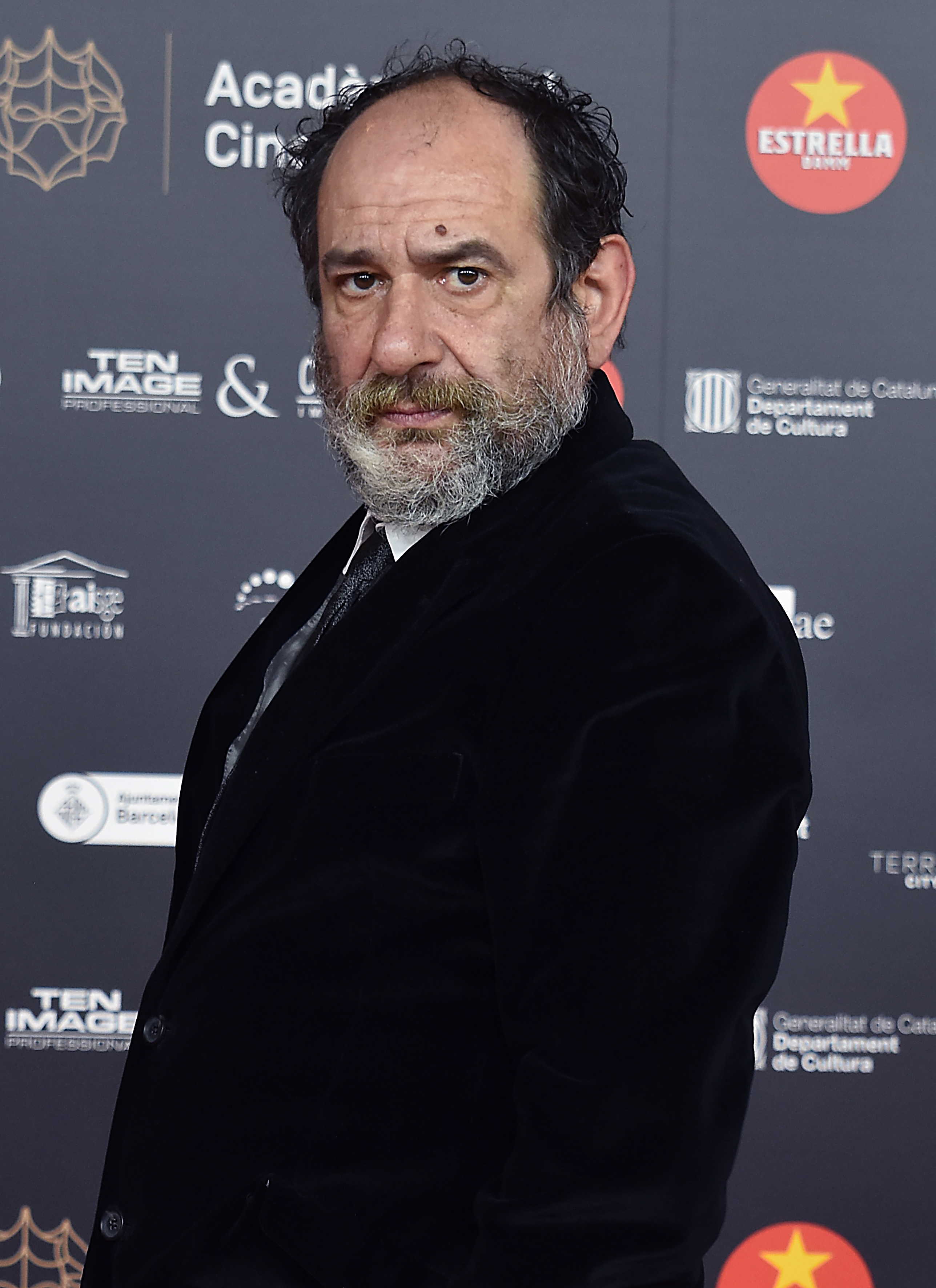
Karra Elejalde es la voz de Mortadelo y la tía Fulgencia.
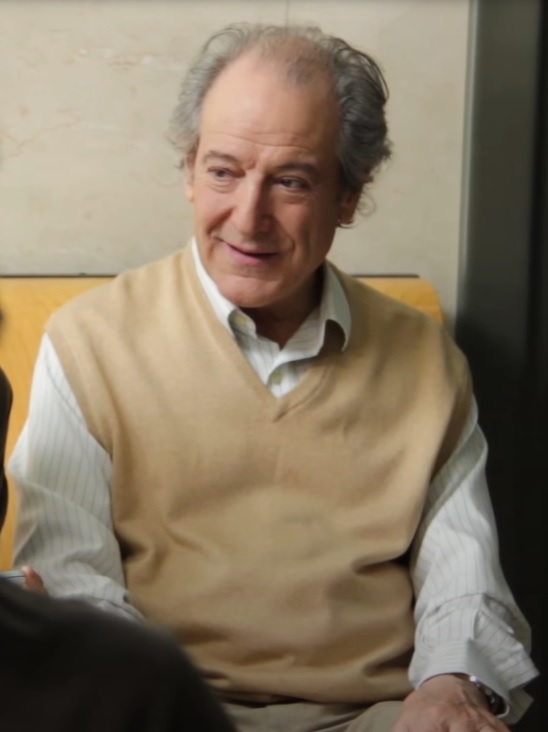
Mariano Venancio es la voz del Súper.
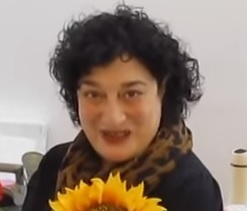
Berta Ojea es la voz de Ofelia.
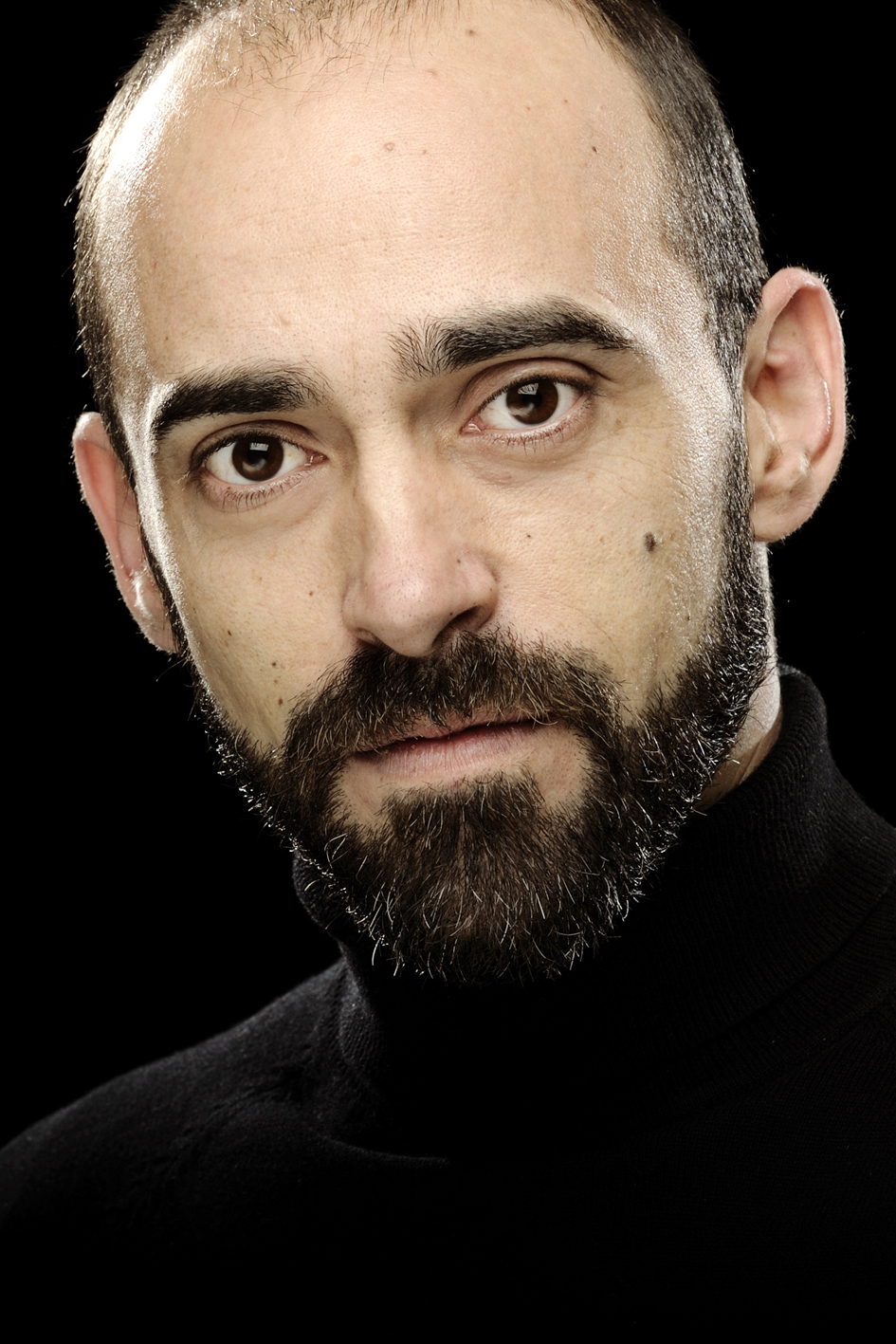
Chani Martín es la voz de Mari.
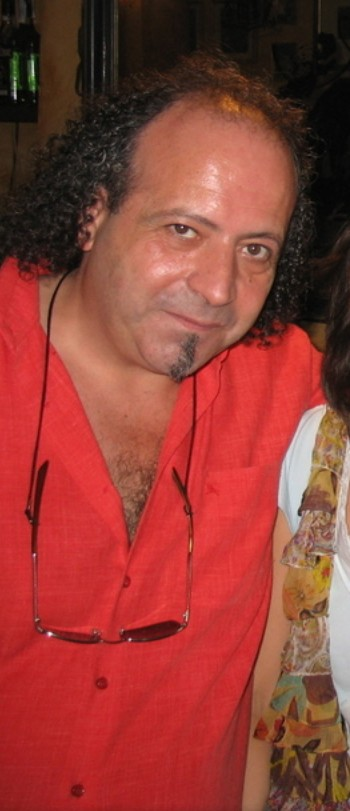
Manuel Tallafé es la voz de Trini.
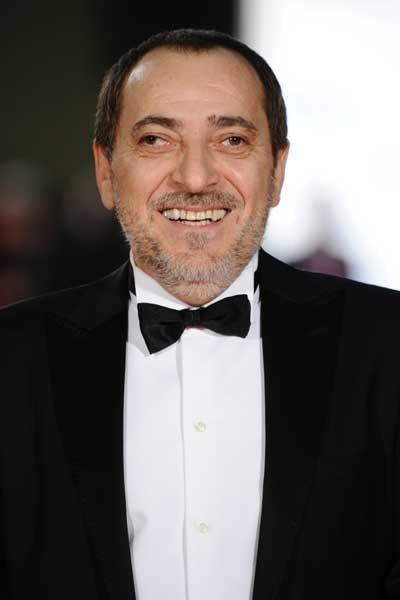
Enrique Villén es la voz de Bacterio.
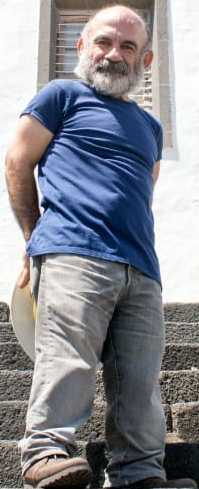
Emilio Gavira es la voz de Rompetechos.

### Actores de voz
- Karra Elejalde como Mortadelo: Agente de espionaje de la T.I.A. y compañero de Filemón.
  - Elejalde también aparece como la tía Fulgencia: La tía de Mortadelo, que lo ayuda a él y a Filemón a "teletransportarse" a la guarida de Jimmy.
- Janfri Topera como Filemón Pi: Agente de espionaje de la T.I.A y compañero de Mortadelo.
  - Ramón Langa aparece como Filemón en las escenas iniciales que forman parte de un sueño.
- Gabriel Chame como Jimmy el Cachondo: El villano principal de la historia. Es un archienemigo de la T.I.A por lo que planea destruirla con una bomba pero fracasa en sus planes debido a la intervención de Mortadelo y Filemón.
- José Alias como El Tronchamulas: Otro villano de la historia. Es un delincuente al que Filemón encerró en la cárcel con pruebas falsas, por lo que tras recuperar su libertad decide vengarse de Filemón aplicándole el "aquello".
  - Víctor Monigote aparece como la versión reversizada del Tronchamulas producto del poder de la reversicina.
- Mariano Venancio como Superintendente Vicente Ruínez / El Súper: El jefe despótico de los agentes de la T.I.A, quien le encomienda la misión de encargarse de Jimmy a Mortadelo y Filemón.
- Enrique Villén como el profesor Bacterio: Aliado de la T.I.A. Es un brillante científico que inventó la reversicina, una sustancia poderosa capaz de revertir las personalidades.
- Emilio Gavira como Rompetechos: Señor que acoge al Tronchamulas como su hijo adoptivo.
- Berta Ojea como la secretaria Ofelia: Secretaria de la agencia de la T.I.A. Es de contextura robusta y personalidad alegre.
- Athenea Mata como la secretaria Irma: Sexy secretaria de la agencia de la T.I.A. que se interesa en Filemón debido a los efectos de la reversicina.
- Chani Martín como Mari: Hermano siamés de Trini y cómplice de Jimmy.
- Manuel Tallafé como Trini: Hermano siamés de Mari y cómplice de Jimmy.

Además: Javier Laorden aparece como un policía; Rocío Calvo aparece como una vecina;  Iesus Salamanca aparece como un limosnero y como la versión reversizada de Yolanda; Isabel Núñez aparece como Yolanda / La tía: una mujer narcisista que está a cargo de un reality show; Claudia Fesser y Ana Fesser aparecen como dos cucarachas; José Manuel Moya aparece como el programador de Telehinco; Francisco Arroyo aparece como un hombre del Hay Untamiento; Roberto López-Herrero aparece como el presentador del programa Saber y matar; el cocinero Karlos Arguiñano aparece como un famoso cocinero de TV; María Pérez de Petinto y Silvia Casanovas aparecen como dos amigas ancianas; José Marín aparece como un conductor; Tomaso Douglas aparece como un hombre gentil que pasa por la calle; José María del Río aparece como el narrador del alfarero; el director de la película Javier Fesser tiene una aparición especial como un operario y como la voz informativa que se emite del periódico; y la cantante Susana Cortés tiene un cameo apareciendo como la portera del departamento de Filemón y Mortadelo durante la escena poscreditos de la película.

## Banda sonora
- «Me olvidé de vivir» - Macaco
- «Boum!» - Charles Trenet
- «Jimmy el Cachondo» - Rafael Arnau
- «Ya no voy a por ti» - Víctor Monigote (Mario Filio en México y Guty Carrera en Perú)
- «El boom» - Gabriel Chame (Lalo España en México y Melcochita en Perú)
- «Morta y File» - Rafael Arnau

## Doblaje
| Nombre del personaje                                   | Actor de voz original         | Actor de doblaje              | Actor de doblaje              |
| Nombre del personaje                                   | Actor de voz original         | Hispanoámerica                | Perú                          |
| ------------------------------------------------------ | ----------------------------- | ----------------------------- | ----------------------------- |
| Mortadelo                                              | Karra Elejalde                | Facundo                       | Damian Ode                    |
| Mortadelo                                              | Karra Elejalde                | Moisés Iván Mora (tráiler)    | Damian Ode                    |
| Filemón Pi                                             | Janfri Topera                 | Juan Carlos "El Borrego" Nava | Carlos Andrade "El Toyo"      |
| Filemón Pi                                             | Ramón Langa (sueño)           | Juan Carlos "El Borrego" Nava | Carlos Andrade "El Toyo"      |
| Filemón Pi                                             | Ricardo Tejedo (tráiler)      |                               | Carlos Andrade "El Toyo"      |
| Jimmy el Cachondo / Jimmy el Locuaz / Jimmy el Chévere | Gabriel Chame                 | Lalo España                   | Pablo Villanueva "Melcochita" |
| Jimmy el Cachondo / Jimmy el Locuaz / Jimmy el Chévere | Gabriel Chame                 | Óscar Flores (tráiler)        | Pablo Villanueva "Melcochita" |
| Superintendente Vicente / El Súper                     | Mariano Venacio               | José Luis Orozco              | Enrique Victoria              |
| El Tronchamulas / El Rompemuelas                       | José Alias                    | Santos Alberto                | Guty Carrera                  |
| El Tronchamulas / El Rompemuelas                       | Víctor Monigote (reversizado) | Mario Filio (reversizado)     | Guty Carrera                  |
| Secretaria Ofelia                                      | Berta Ojea                    | Sofía Sánchez Navarro         | Vanessa Terkes                |
| Secretaria Irma                                        | Athenea Mata                  | Galilea Montijo               | Vanessa Terkes                |
| Mari / Roni                                            | Chani Martín                  | Ricardo Tejedo                | Carlos Andrade "El Toyo"      |
| Trini / Doni                                           | Manuel Tallafé                | Idzi Dutkiewicz               | Damian Ode                    |
| El Profesor Bacterio                                   | Enrique Villén                | Eduardo Giaccardi             | Adolfo Aguilar                |
| Rompetechos                                            | Emilio Gavira                 | Germán Fabregat               | Ernesto Pimentel              |
| Operario                                               | Javier Fesser                 | Moisés Iván Mora              | Germán Loero                  |
| Presentador de noticias                                | Roberto López-Herrero         | Carlos Loret de Mola          | Phillip Butters               |
| Presentador de noticias                                | Roberto Mendiola (tráiler)    | Carlos Loret de Mola          | Phillip Butters               |
| Vecina                                                 | Rocío Calvo                   | Erica Edwards                 | Katia Palma                   |
| La Portera (solo voz)                                  | Susana Cortés                 | Erica Edwards                 |                               |
| Ancianas                                               | María Pérez de Petinto        | Magda Giner                   | Natalia Salas                 |
| Ancianas                                               | Silvia Casanova               | Carla Toledano                | Gina Yangali                  |
| Policía                                                | Javier Laorden                | Mau Pérez                     | Renzo Reggiardo               |
| Cocinero en TV                                         | Karlos Arguiñano              | Gerardo Reyero                | Christian Bravo               |
| Hombre gentil en la calle                              | Tomaso Douglas                | Gerardo Reyero                | Nicolás Fantinato             |
| Ibáñez / Thornton (solo voz)                           |                               | Gerardo Reyero                | Carlos Thornton               |
| El Súper de Gran Fulano (solo voz)                     | Phillip Butters               | Gerardo Reyero                |                               |
| Limosnero                                              | Iesus Salamanca               | Leonardo García               | Moisés Manzano                |
| Presentador de Saber y matar                           | Roberto Lopéz-Herrero         | José Antonio Macías           | Aldo Miyashiro                |
| Narrador del alfarero (solo voz)                       | José María del Río            | Gus Rodríguez                 | Iván Chávez                   |
| Conductor                                              | José Martín                   | Fidel Garriga Jr.             |                               |
| Programador de Telehinco                               | José Manuel Moya              | Manuel Pérez                  | Ernesto Pimentel              |
| Yolanda "La tía"                                       | Isabel Núñez                  | Laura Ayala                   | Fiorella Rodríguez            |
| Yolanda "La tía"                                       | Iesus Salamanca (reversizada) | Laura Ayala                   | Fiorella Rodríguez            |
| Cucarachas                                             | Claudia Fesser                | Vianney Monroy                | Natalia Salas                 |
| Cucarachas                                             | Ana Fesser                    | Marianna Santiago             | Gina Yangali                  |
| Hombre del Hay Untamiento                              | Francisco Arroyo              | Raymunndo Armijo              | Alexander Geks                |
| Tía Fulgencia / Tía Tigresa                            | Karra Elejalde                | Facundo                       | La Tigresa del Oriente        |
| Voz sobre el periódico (solo voz)                      | Javier Fesser                 | Mario Filio                   |                               |

### Voces adicionales

#### Hispanoamérica
- Alma de la Rosa
- Alicia Barragán
- Emiliano Ugarte
- Iván Bastidas
- José Luis Miranda
- Luis Eduardo Sánchez

#### Perú
- Aranza Andrade
- Fiorella Flores
- José Miguel Aranda
- Maher Ode
- Mateo Andrade
- Natalia Rivera
- Sol Valera

### Créditos técnicos

#### Estudio de doblaje
- LaboPrime Dubbing Producers (México)
- Big Bang Sound (Perú)

#### Dirección de doblaje
- José Antonio Macías (México)
- Roberto Valdivieso (Perú)

## Producción
Su director es Javier Fesser (el mismo de la primera película) y está producida por Zeta Audiovisual, Películas Pendelton, Warner Bros. España y Ilion Animation Studios. El guion del film está elaborado por el mismo Fesser, Cristóbal Ruiz y Claro García.
La música de la película corrió a cargo del compositor Rafael Arnau, incluyendo una versión del clásico «Me olvidé de vivir», de Julio Iglesias, interpretada por Macaco. Pese a la buena acogida, la banda sonora no se ha publicado de manera oficial.
La película tiene una adaptación en historieta, con lápiz y viñeta del propio Francisco Ibáñez, titulada de igual manera: Contra Jimmy el Cachondo. Se publicó días después que el film, en diciembre de 2014. El álbum sigue una línea distinta a los acontecimientos del largometraje, aunque tiene muchas referencias e ideas obtenidas del mismo. A diferencia de los cómics de Francisco Ibáñez, el protagonismo en la película recae en Filemón y no en Mortadelo, como en La gran aventura de Mortadelo y Filemon. Esto se debe a que Javier Fesser, director de la película, siente una especial predilección por el primer personaje. El autor de los personajes, Francisco Ibáñez, quedó muy satisfecho con el resultado del proyecto.
El Súper, Ofelia y Rompetechos son los únicos personajes cuyos actores de voz son los mismos actores que interpretaron a sus personajes en las dos películas anteriores. Janfri Topera, quien interpretó al profesor Bacterio, da en cambio voz a Filemón.
Para la versión limitada a Perú, se recurrió a la participación de startalents (personalidades de la televisión) con referencias locales. Uno de ellos, Enrique Victoria, ya participaba en el doblaje desde los años 1990. La distribución estuvo a cargo de Star Films.

## Recepción
La película recaudó 1,4 millones de euros en el fin de semana de su estreno, la cifra más alta de una película de animación española desde Las aventuras de Tadeo Jones pero lejos de los pronósticos que auguraban casi el doble de su recaudación. Hasta enero de 2015 la película había conseguido en España casi 5 millones de euros sobre un presupuesto de 10 millones.
La recepción crítica fue generalmente positiva. En el sitio web FilmAffinity los comentarios resaltaban especialmente por el ritmo trepidante de la película y la calidad de la animación. Las críticas negativas se dirigieron a la falta de unión entre la sucesión de chascarrillos para conseguir una historia más sólida.

## Premios y nominaciones
| Año  | Premio               | Categoría                                                                | Receptor                                     | Resultado | Ref.   |
| ---- | -------------------- | ------------------------------------------------------------------------ | -------------------------------------------- | --------- | ------ |
| 2014 | Premios Forqué       | Premio Especial EGEDA al mejor largometraje de documental o de animación | Mortadelo y Filemón contra Jimmy el Cachondo | Ganador   |        |
| 2014 | Medallas del CEC     | Mejor largometraje de animación                                          | Mortadelo y Filemón contra Jimmy el Cachondo | Ganador   | [ 15 ] |
| 2014 | Medallas del CEC     | Mejor guion adaptado                                                     | Javier Fesser                                | Ganador   | [ 15 ] |
| 2014 | Medallas del CEC     | Mejor guion adaptado                                                     | Cristóbal Ruiz                               | Ganador   | [ 15 ] |
| 2014 | Medallas del CEC     | Mejor guion adaptado                                                     | Claro García                                 | Ganador   | [ 15 ] |
| 2014 | Premios Feroz 2014   | Mejor comedia                                                            | Mortadelo y Filemón contra Jimmy el Cachondo | Nominada  |        |
| 2014 | Premios Feroz 2014   | Mejor música original                                                    | Rafael Arnau                                 | Nominado  |        |
| 2014 | Premios Gaudí 2014   | Mejor película de animación                                              | Mortadelo y Filemón contra Jimmy el Cachondo | Ganadora  |        |
| 2014 | Premios Goya 2014    | Mejor película de animación                                              | Mortadelo y Filemón contra Jimmy el Cachondo | Ganadora  |        |
| 2014 | Premios Goya 2014    | Mejor guion adaptado                                                     | Javier Fesser                                | Ganador   |        |
| 2014 | Premios Goya 2014    | Mejor guion adaptado                                                     | Cristóbal Ruiz                               | Ganador   |        |
| 2014 | Premios Goya 2014    | Mejor guion adaptado                                                     | Claro García                                 | Ganador   |        |
| 2014 | Premios Goya 2014    | Mejor dirección artística                                                | Víctor Monigote                              | Nominado  |        |
| 2014 | Premios Goya 2014    | Mejor dirección de producción                                            | Luis Fernández Lago                          | Nominado  |        |
| 2014 | Premios Goya 2014    | Mejor dirección de producción                                            | Julián Larrauri                              | Nominado  |        |
| 2014 | Premios Goya 2014    | Mejor canción original                                                   | Rafael Arnau («Morta y File»)                | Nominado  |        |
| 2014 | Premios Goya 2014    | Mejor sonido                                                             | Nicolas de Poulpiquet                        | Nominado  |        |
| 2014 | Premios Goya 2014    | Mejor sonido                                                             | James Muñoz                                  | Nominado  |        |
| 2015 | Premios Platino 2015 | Mejor película de animación                                              | Mortadelo y Filemón contra Jimmy el Cachondo | Nominada  | [ 16 ] |